# Hranice (Chebi járás)
Hranice (németül: Roßbach) város Csehországban, a Karlovy Vary-i kerület Chebi járásában, Csehország legnyugatibb fekvésű városa. Településrészei: Pastviny, Studánka és Trojmezí. Más, használatos neve Hranice u Aše.

## Földrajza
Az Aši-kiszögellés északnyugati végén, Aš-tól 10 km-re északra, a Hranicei patak mentén fekszik. Területe a Smrčiny hegység részét képező Asi-hegyvidéken (csehül Ašská vrchovina) belül a Hranicei-dombvidéken (csehül Hranická pahorkatina) fekszik. Területének északi peremén folyik a Bystřina, mely a pataki pisztráng, botos kölönte, pataki ingola és a folyami gyöngykagyló élőhelye. Erdeiben az európai törpekuvik is előfordul.

## Nevének eredete
Eredeti német elnevezését (Roßbach) a területén áthaladó, a középkorban még a helyi hagyomány szerint lovak itatóhelyéül szolgáló patak (Roß = paripa, Bach = patak) neve alapján kapta. A település címerét jelenleg is e névadó hagyomány jelképei alkotják.

## Története
A 12. században német telepesek alapították. Első írásos említése 1318-ból származik. A települést 1413-tól négy évszázadon keresztül a Zedtwitz-család birtokolta, a korabeli oklevél szerint ekkor vette meg az eladósodott Neuberg családtól Zedtwitz Konrád. evangélikus gyülekezetének kezdetei 1542-ben datálódnak, s néhány év elteltével szinte az egész község felvette az újonnan megjelenő vallást. Luxemburgi Zsigmond 1549-ben a plaueni grófnak adományozta, ám 1557-ben már ismét a Zedtwitzek birtokolták. Első céheit 1591-ben alapították, ezek elsődlegesen szabó, cipész, molnár, ács és kőműves mesterségeket űztek. Az 1633-as pestisjárványa negyven áldozatot szedett. Evangélikus templomát 1682-ben építették. 

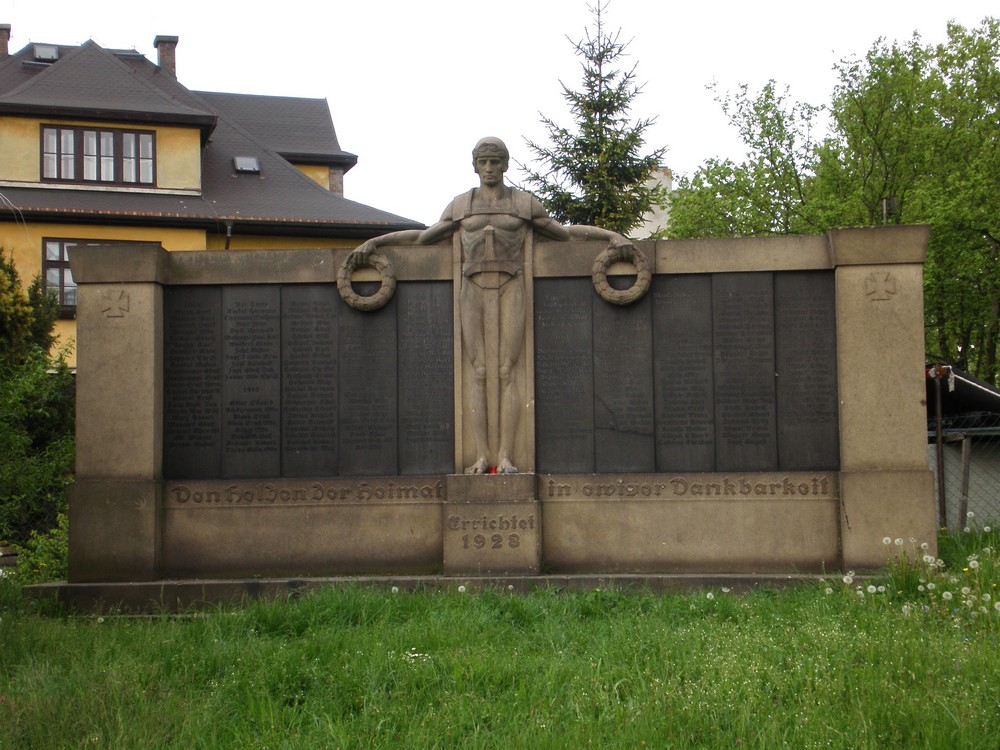
Az első világháború helybéli hősi halottainak emlékműve

 Textiliparának kezdetei 1651-ig nyúlnak vissza. Az iparág fejlődése oly nagymértékű volt, hogy 1806-ban már országos viszonylatban is a legjelentősebbek között tartották számon. Töretlen fejlődése azonban az 1840-es években visszaesett, ekkor ugyanis a község vezetősége nem engedélyezte a tervezett Cheb - Plaun közút helybéli vonalának megépítését, mely által biztosították volna a termékek szállítását. Az 1885-ben átadott Aš-Hranice vasútvonal, illetve az 1906-ban megépített Hranice-Adorf vasútvonal javított az áruszállítás helyzetén, de fejlődésének korábbi lendületét már nem tudta megközelíteni. Új iskoláját 1822-ben építették, postahivatalát 1850-ben, önkéntes tűzoltóegyletét 1868-ban alapították. I. Ferenc József 1881-ben mezővárosi rangra emelte. A helyi újság első lapszáma 1913. március 1-jén jelent meg.
Az 1930-as évek második felében felerősödött a Szudétanémet Párt tevékenysége, melynek következtében a várost és környékét még a müncheni egyezmény aláírása előtt, 1938. szeptember 22-én a Német Birodalomhoz csatolták. Clift Andrus tábornok parancsnokságával az amerikai hadsereg első gyalogezrede 1945. április 18-án a városon keresztül hatolt be nyugat felől az asi kiszögellésbe. Lakosainak száma 1900-ban még 4039 volt, de a második világháborút követően a németek kitelepítése következtében 2300-ra csökkent. A németek kitoloncolása után telepedtek be a Csehország belső területeiről származó cseh, valamint a Szlovákiából és Romániából származó szlovák áttelepülők. 1964-ben városi rangra emelték.

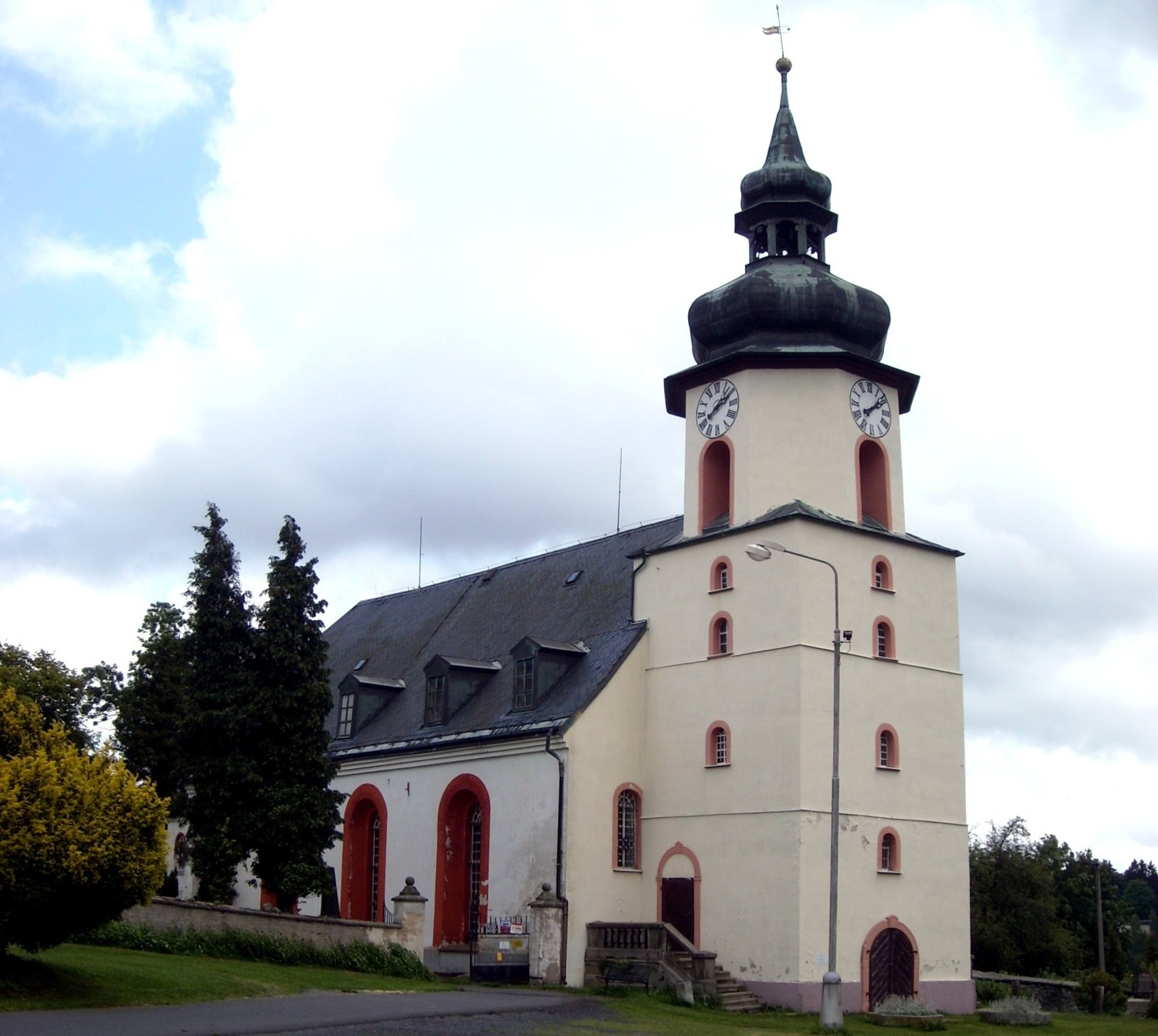
Evangélikus temploma

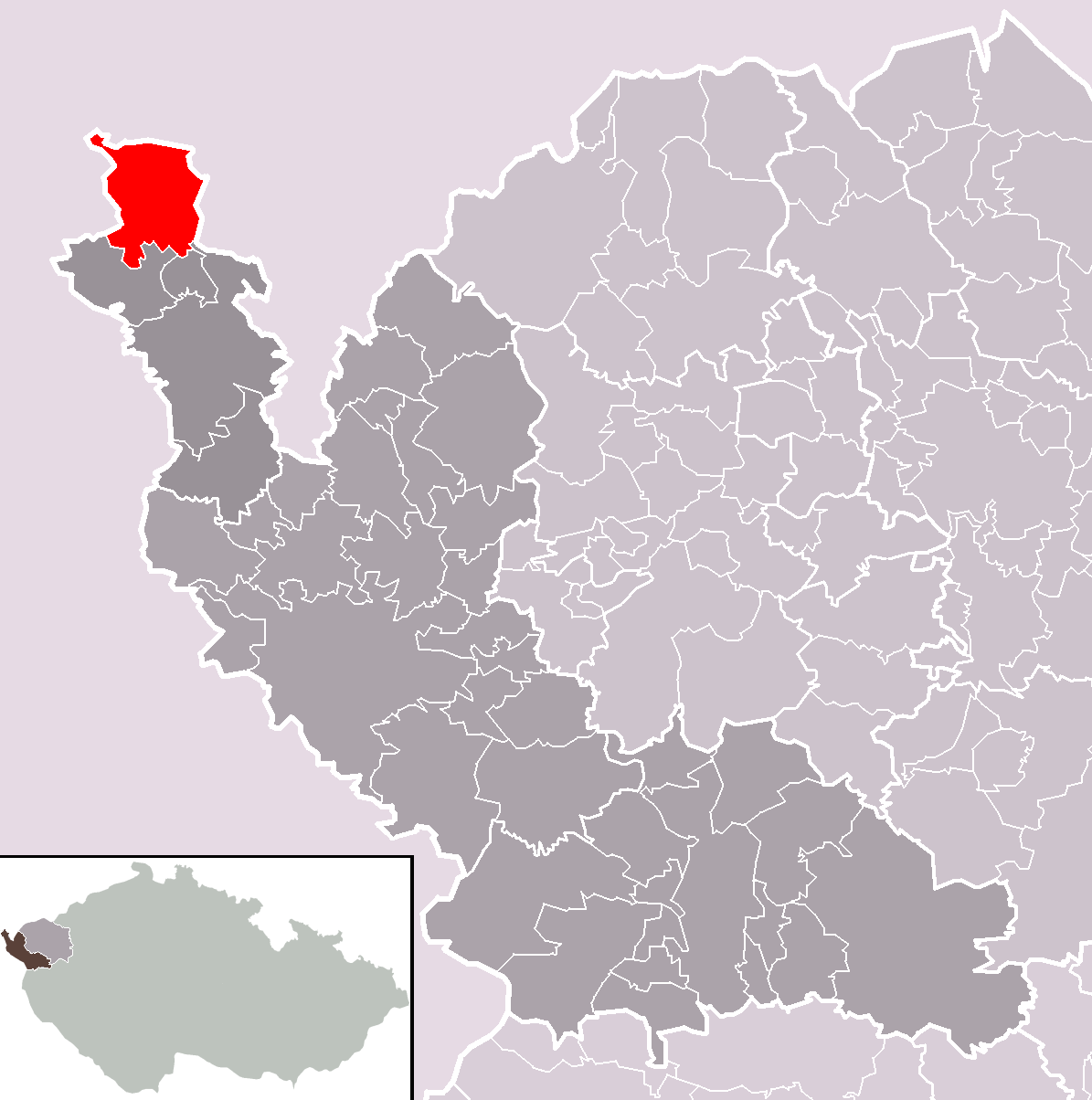
A város közigazgatási területe

## Nevezetességei
- Evangélikus templomát barokk stílusban 1682-ben építették. Elődje egy 14. század végéről származó, Szent Márton tiszteletére szentelt római katolikus kápolna volt. Az egykori kápolnát 1432-ben újraszentelték, feltételezések szerint a husziták tevékenysége miatt. A reformáció idején az evangélikusoké lett. Az 1682-ben épített, megközelítőleg ötszáz férőhelyes templomot 1719-ben bővítették és még ugyanebben az évben újraszentelték. Harangjait 1722-ben illetve 1725-ben öntették. Szószéke 1749-ből, orgonája 1750-ből származik. A napóleoni háborúk idején 1806-ban a templomban található ezüst kehely hadicélokra történő beszolgáltatására kötelezték a gyülekezetet. Az egyik helybéli által 1679-ben adományozott kehely megóvása érdekében helyette a közadakozással összegyűjtött azonos mennyiségű ezüstöt szolgáltatták be, így a kehely ma is a templom dísze. Az első világháború idején 1916-ban mindkét harangját rekvirálták, új harangjait 1920-ban építették be.
- Szűz Mária tiszteletére szentelt római katolikus templomát 1894-ben építették.
- Az 1866-os háborúban elesett helybéliek emlékművét 1893-ban avatták fel az evangélikus templom mellett.
- Az első világháborúban elesett helybéliek emlékművét 1928-ban avatták fel.

## Lakossága
| Év            | 1850  | 1930  | 1947  | 1961  | 1970  | 2001  | 2009  |
| ------------- | ----- | ----- | ----- | ----- | ----- | ----- | ----- |
| Lakosok száma | 3 041 | 4 283 | 2 519 | 1 940 | 2 083 | 1 850 | 2 228 |

A település népessége az elmúlt években az alábbi módon változott:
| Lakosok száma | 5982 | 6568 | 6357 | 2417 | 2428 | 2096 | 2145 | 2129 | 1998 | 2101 |
|               | 1869 | 1900 | 1921 | 1961 | 1980 | 2011 | 2016 | 2019 | 2021 | 2024 |

## Közlekedés

### Közúti közlekedés
Közúton Aš felől a 217-es számú másodosztályú közúton közelíthető meg, mely a városon keresztülhaladva Németország irányába folytatja útját. A város területén erről három alacsonyabb osztályú közút ágazik le, Trojmezí felé, valamint Pastviny és Studánka településrészek felé, s a harmadik, délkeleti irányú leágazás a németországi Bad Elster-be vezet. Mindkét Németországba vezető útvonal 2008-tól határátkelőhelyként működik.

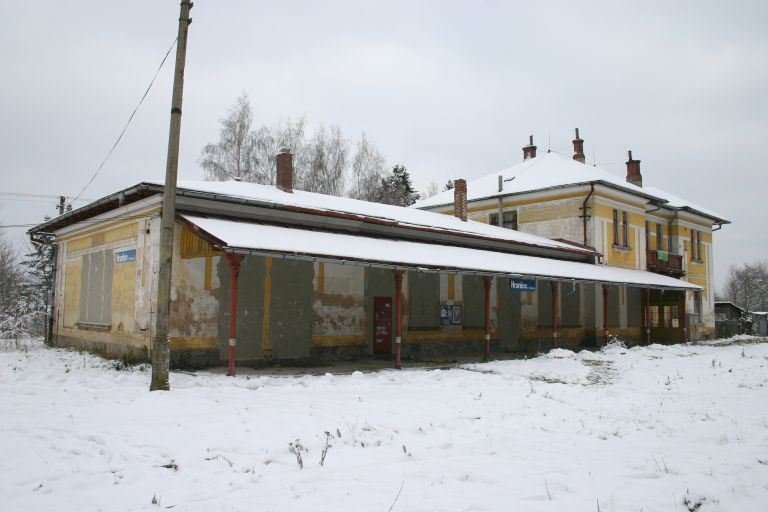
Hranice vasútállomása

### Vasúti közlekedés
Vasúton a 148-as számú Cheb–Hranice v Čechách-vasútvonalon érhető el, melynek Aš-Hranice szakaszát 1885-ben adták át. A németországi Adorf-ba vezető, egykori további szakaszát 1906-ban adták át. A második világháború után azonban Csehszlovákia lezárta az Adorfba vezető szakaszt, melynek felújítása azóta sem történt meg.
Vasútállomása egyúttal Csehország legnyugatibb fekvésű vasútvonalának végállomása. Az említett vasútvonal, főleg annak Aš-Hranice közötti szakaszának folyamatosan csökkenő forgalma miatt, a járatok számát napi egyre csökkentették. A Chebből jövő személyvonat 16.26-kor érkezik meg a hranicei végállomásra és 16.34-kor indul vissza. 2013-ban felmerült a vasútállomás kihasználatlan épületének bontási tervezete is.

## Intézményei

### Egészségügyi és szociális ellátás
- Az alapszintű orvosi ellátás az egészségügyi központja által biztosított.
- Gyógyszertára a városközpontban található, illetve a város közelében fekvő, a németországi Ebmath-ba vezető út határátkelőhelyén.
- Az idősek otthona a Krásňany településrészén fekszik.

### Oktatás, kultúra
- Általános iskoláját és óvodáját a helybéli gyermekeken kívül a környező településekről is látogatják.
- Általános iskolájának M+M elnevezésű színjátszókörének előadásai az Aš-vidék kulturális életét gazdagítják.
- Közkönyvtár
- Aš és környékének regionális hetilapja Listy Ašska címen jelenik meg.

### Éttermek
A város hét étterme közül az egyik legrégibb alapítású az U koně (A paripához) nevezetű étterem.

### Sport
Legnagyobb taglétszámú sportegyesülete a megközelítőleg száz taggal rendelkező TJ SU Hranice. A sportegyesület két meghatározó tevékenységi köre a futball és a tenisz.

## Híres emberek
- Itt született 1897. május 15-én Josef Hendel német festőművész.
- Ide látogatott 1702. október 29-én I. József német-római császár, cseh és magyar király.

## Fordítás
- Ez a szócikk részben vagy egészben a Hranice (okres Cheb) című cseh Wikipédia-szócikk ezen változatának fordításán alapul.  Az eredeti cikk szerkesztőit annak laptörténete sorolja fel. Ez a jelzés csupán a megfogalmazás eredetét és a szerzői jogokat jelzi, nem szolgál a cikkben szereplő információk forrásmegjelöléseként.
- Ez a szócikk részben vagy egészben a Evangelický kostel (Hranice) című cseh Wikipédia-szócikk ezen változatának fordításán alapul.  Az eredeti cikk szerkesztőit annak laptörténete sorolja fel. Ez a jelzés csupán a megfogalmazás eredetét és a szerzői jogokat jelzi, nem szolgál a cikkben szereplő információk forrásmegjelöléseként.